# 張元 (1963年)
張元（1963年10月25日—），男，江苏东海人，中国导演。因涉毒被中国广电总局列为「劣迹艺人」。

## 生平
1989年取得北京电影学院摄影系学士学位，毕业后个人集资独立制片。张元自资拍摄了电影《妈妈》及《北京杂种》，曾经在多个国际電影展中获奖，但两片都被在中国大陆禁演，張元导演本人也被禁止从事电影制作多年，一直到1998年，张元才恢复导演资格。

## 吸毒事件
2008年1月9日凌晨，张元與雕塑藝術家米丘等五人在工作室中，因涉嫌吸食毒品，K仔及冰毒，被北京市禁毒處民警当场抓获。事件之后一年，張元新片《達達》于2009年5月參加法國戛纳国际电影节展映并在中國公映，其新片《1933》拍攝計劃入圍戛纳電影節“工作室”計劃。
2014年6月，有消息称张元再次因为吸毒被拘留。10月8日，张元已正式入广电总局的“封杀劣迹艺人”列单中，其国内参与制作的电影、电视剧、电视节目、广告节目、网络剧、微电影等，都列入暂停播出范围。

## 影視作品
- 《妈妈》（1990）1991年獲法國南特影展评委会大奖和公众奖；1992年获愛丁堡國際電影節歐洲影評人費比西獎；[1]
- 《北京杂种》（1993）獲瑞士盧卡諾影展特别獎；新加坡國際電影節評審團獎；
- 《廣場》（1994，紀錄片） 获獲日本山形國際紀錄片影展國際影評人獎；夏威夷国际电影节評審團獎；義大利國際民族電影節最佳人文紀錄片獎；
- 《兒子（英语：Sons (1996 film)）》（1996）获鹿特丹影展金虎獎與最佳評論獎
- 《东宫西宫》（1996） 入圍1997年法國坎城影展一種注目單元；獲阿根廷馬德普拉塔影展最佳導演、最佳編劇、最佳攝影等三項獎；義大利托米那國際電影節最佳影片獎；斯洛維尼亞國際電影節最佳影片獎；
- 《过年回家》（1999）获得第56届威尼斯影展最佳導演銀獅獎等四項獎；新加坡國際電影節最佳導演獎；西班牙國際電影節最佳導演獎；
- 《疯狂英语》（1999） 米兰电影节最佳影片
- 《我爱你》（2003）
- 《绿茶（英语：Green Tea (film)）》（2003)）
- 《看上去很美》（2006）
- 《达达》（2008）
- 《有种》（2012）[6]